# Димитри Атанасеску
Димитри, Димитрие или Думитру Атанасеску Хаджистерьо (на румънски: Dimitri Atanasescu Hagi-Sterjio; на арумънски: Dimitri, Dumitru, Dumitriu Atanasescu) е арумънски просветен деец, отворил първото влашко училище в Македония, автор на арумънски учебници.

## Биография
Атанасеску е роден във влашкото село Търново, Битолско, тогава в Османската империя, днес в Северна Македония. Преселва се в Цариград, където работи като шивач. Притежава шивашко ателие, в което шие дрехи по европейски модел – „франго-трезия“.
В 1861 година Димитри Атанасеску се запознава с апела на Арумънския комитет в Букурещ, който призовава власите, живеещи на юг от Дунава, да се обучават в Румъния. Въпреки възрастта си, Атанасеску продава своя магазин и се записва за ученик в гимназия в Букурещ. През 1864 година с финансовата помощ на румънската държава той се връща в родното си село, в което на 2 юли същата година открива първото арумънско училище . В училището, което функционира в родната му къща, той преподава по учебник, написан от самия него. То обаче просъществува само до ноември 1864 година, когато след клевета на пелагоинйския владика Венедикт Византийски е затворено от турските власти, Атанасеску е арестуван, а 1000 учебника са конфискувани и предадени в гръцката митрополия.
През 1865 година в Букурещ Димитри Атанасеску издава още три арумънски учебника. В 1866 година открива за кратко влашко училище в Битола, но отново е прогонен по настояване на гръцкия владика. В 1867 година Атанасеску успява да отвори за втори път влашкото училище в Търново, където учителствува до 1903 година. Участва в просветните борби на власите в Битолско, Охридско и Прилепско.
Димитри Атанасеску е автор на 13 книги на арумънски. Някои от тях са приспособени за нуждите на македонските власи румънски учебници, а други – преводи на Светото писание или оригинални исторически изследвания.
Награден е с румънския „Орден за заслуги“, II степен.

## Съчинения
- Abecedaru de Limba Mecedono-Romaneasca, Bucureşti, 1864[4]
- Gramatica, 1865
- Abetsedarlu armãnescu trã Armãnjlji din dreapta-a Dunãljei, Bucureşti 1865
- Istoria-a armãmjlor di nandreapta-a Dunãljei, Bucureşti 1867
- Terascriptsii schurtã ti ficiorliji shi featili dit clasa I shi II primari, Bucureşti 1867
- Isturiea-a Naului Testamentu shi bana-a Domnului a nostru Isus Hristos, Bucureşti 1881
- Catihise, 1881
- Abecedarul românu tra Românilji d´in dreapta Dunarelejei, Bucureşti, 1885
- Abetsedar armãnescu ti marlji-Armãnjlji dit Machidunii, Bucureşti 1889